# Flèche wallonne 1958
La Flèche wallonne 1958, 22e édition de la course, a lieu le 26 avril 1958 sur un parcours de 235 km. La victoire revient au Belge Rik Van Steenbergen, qui a terminé la course en solitaire en 6 h 31 min 00 s, devant son compatriote Jozef Planckaert et le Français Frans Schoubben.
Sur la ligne d’arrivée à Liège, 34 des 165 coureurs au départ à Charleroi ont terminé la course.

## Classement final
| #  | Coureur             | Équipe              |    | Temps           |
| -- | ------------------- | ------------------- | -- | --------------- |
| 1  | Rik Van Steenbergen | Elvé-Peugeot-Marvan | en | 6 h 31 min 00 s |
| 2  | Jozef Planckaert    | Carpano             | +  | 3 s             |
| 3  | Pierre Everaert     | Saint-Raphaël       |    | 11 s            |
| 4  | Fred De Bruyne      | Carpano             |    | 11 s            |
| 5  | Willy Vannitsen     | Ghigi-Coppi         |    | 11 s            |
| 6  | Raymond Impanis     | Elvé-Peugeot-Marvan |    | 11 s            |
| 7  | Ercole Baldini      | Legnano             |    | 1 min 12 s      |
| 8  | Maurice Meuleman    | Elvé-Peugeot-Marvan |    | 1 min 15 s      |
| 9  | Yvo Molenaers       | Ghigi-Coppi         |    | 2 min 40 s      |
| 10 | Charly Gaul         | Faema               |    | 2 min 45 s      |